# Критерий Стонера
Крите́рий Сто́нера — условие возникновения ферромагнетизма в системе коллективизированных электронов, называемый ещё критерием ферромагнетизма идеального ферми-газа. Предложен Эдмундом Стоунером в 1936 году.

## Стонеровская модель системы коллективизированных электронов
Критерий ферромагнетизма Стонера выведен для стонеровской модели описывающей, возникновение ферромагнитного упорядочивания в переходных металлах и их сплавах, в рамках зонного магнетизма. Эта модель, являясь простейшей, уподобляет систему коллективизированных электронов металла, идеальному газу блоховских электронов, полагая, что стационарные состояния таких систем совпадают. Однако, предполагаемое совпадение не идеально, что обуславливает некоторые расхождения теории с экспериментальными результатами. Например, в расчёте температуры точки Кюри. Подобные факты удовлетворительно объясняет усовершенствованная модель ферромагнитного упорядочивания, разработанная японским исследователем Т. Мория. В отличие от модели Стонера, в которой полагается однородность электронной системы, модель Мория учитывает реальные неоднородности намагниченности, меняющиеся в пространстве и времени, так называемые, спиновые флуктуации. Их учёт позволяет значительно поднять точность описания экспериментальных данных для ферромагнетиков с коллективизированными электронами.
Указанные особенности модели Стонера, необходимо учитывать и применительно к его критерию возникновения ферромагнетизма.

## Критерий Стонера
Критерий Стонера определяет порог, при котором в системе коллективизированных электронов возникает ферромагнетизм. Математически, критерий описывается неравенством:
{\displaystyle ID(E_{F})>1,}
где {\displaystyle I} — коэффициент обменного взаимодействия коллективизированных электронов, а {\displaystyle D(E_{F})} — плотность состояний коллективизированных электронов на уровне Ферми.
Физический смысл критерия Стонера в том, что, он даёт соотношение обменной и кинетической энергии электронов необходимое для их ферромагнитного упорядочивания. Другими словами, он определяет величину их обменной энергии, достаточную для компенсации роста их энергии кинетической. Величина же кинетической энергии электронной системы повышается из-за того, что при её упорядочивании, часть электронов занимает более высокие энергетические уровни, переходя из одной энергетической подзоны в другую.